# Scientific Committee on Oceanic Research
Pour l’article homonyme, voir Scor.
Le Scientific Committee on Oceanic Research (SCOR) traduit en français par Comité scientifique des recherches océaniques est une organisation internationale non gouvernementale (ONG) créée en 1957. Elle assure la promotion et coordination des activités océanographiques internationales. 

## Organisation

### Mission
Le comité assure la promotion de la capacité de construction de programmes de recherche pour les scientifiques marins dans les pays développés, mais aussi les pays en développement pour lesquels sont réservés des efforts spéciaux afin de les intégrer aux activités du comité.
Les activités scientifiques se focalisent sur la promotion de la coopération internationale pour :
- Planifier et conduire des activités de recherche océanographique,
- Résoudre des problématiques conceptuels et méthodologiques,
- Organiser, structurer, mobiliser les capacités existantes pour construire des projets et des programmes continentaux et transcontinentaux de recherche océanographique.

### Structure et rôle
Le comité est établi sous le haut-patronage du Conseil international pour la science (International Council For Science) qui siège à Bruxelles, en Belgique.
Il ne dispose pas de ressources pour effectuer directement des recherches. 
36 pays participent à ses groupes de travail et à ses comités scientifiques pour la recherche océanographique (Large-Scale Ocean Research Programs). Chaque pays peut avoir 3 membres nommés au maximum au sein du comité. En fonction des moyens financiers de l'état, et sa richesse en scientifiques marins reconnus à un niveau international, certains pays n'ont qu'un seul ou 2 membres nommés.
Chaque année, il accueille plus de 75 personnes, visite et travaille en collaboration avec des écoles, des universités, et coopère dans ses activités avec d'autres organisations autour du thème de la recherche océanographique.
La langue officielle est l'Anglais.

### Commissions et comités
- Le International Oceanic Commission (IOC)
- Le "Committee on Climate Change and the Ocean" (CCCO) dont le premier président fut Roger Randall Dougan Revelle.

## Repères historiques
En 1957, le Scientific Committee on Oceanic Research est établi sous le haut-patronage du ICSU (International Council For Science) qui siège à Bruxelles, (Belgique). Rapidement au fil des années, il prend le nom de son acronyme : S.C.O.R. qui devient SCOR.

### Membres emblématiques
- Wolfgang Fennel : président actuel
- Trygve Braarud : ancien vice-président

## Liste des pays membres et de ses représentants officiels
1. Afrique du Sud : John Compton, Ashley Johnson, Lynne Shannon
2. Allemagne : Uli Bathmann, Colin Devey, Wolfgang Fennel
3. Australie : Peter Doherty, Trevor McDougall, John Volkman
4. Belgique : C. Heip, J.C.J. Nihoul, François Ronday
5. Brésil : José Maria Landim Dominguez, Mauricio M. Mata, Ilana Wainer
6. Canada : Robie Macdonald, Paul Myers, Bjørn Sundby
7. Chili : Patricio Carrasco, Carmen Morales, Miguel Vasquez
8. Chine (Pékin) : Hong Huasheng, Sun Song, Zhu Mingyuan
9. Chine (Taipei) : Jia-Jang Hung, Chia Chuen Kao, Char-Shine Liu
10. Danemark : Erik Buch, Birger Larsen, Torkel Gissel Nielsen
11. Équateur : Edwin Pinto, Nikita Gabor, M. Pilar Cornejo R. de Grunauer
12. Espagne : Marta Estrada, Alicia Lavín, Pere Masqué
13. États-Unis : Jorge Corredor, Mary Feeley, Jay Pearlman
14. Finlande : Riitta Autio, Kimmo Kahma, Jorma Kuparinen
15. France : Sabine Schmidt, Marie-Alexandrine Sicre
16. Inde : M. Dileep Kumar, Manish Tiwari, Satheesh C. Shenoi
17. Israël : Yossi Loya
18. Italie : Giuseppe Manzella, Annalisa Griffa
19. Japon : Toshitaka Gamo, Motoyoshi Ikeda, Satoru Taguchi
20. Corée : Jung- Keuk Kang, Kuh Kim, Sinjae Yoo
21. Mexique : Elva Escobar, Mario Martinez Garcia, Clara Morán
22. Pays-Bas : Corina Brussaard, Bert Hoeksema
23. Nouvelle-Zélande : Julie Hall, Keith A. Hunter
24. Norvège : Dag Aksnes, Peter Haugan, Tore Vorren
25. Pakistan : Mohammad Moazaam Rabbani, Tariq-ur-Rehman, Samina Kidwai
26. Pérou : Carlos Bocanegra Garcia, Enedia Vieyra  Peña, Luis Icochea Salas
27. Pologne : Czeshaw Druet, Piotr Szefer, Jan M. Weslawski
28. Royaume-Uni : Peter Burkill, Karen Heywood, Nicholas Owens
29. Russie : Victor A. Akulichev, Sergey Dobrolubov, Sergey Shapovalov
30. Suède : Ingemar Cato, Lena Kautsky, Johan Rodhe
31. Suisse : Daniel Ariztegui, Karl Föllmi, Kurt Hanselmann
32. Turquie : Temel Oguz, Ruhi Saatcilar